# Sidotheca caryophylloides
Sidotheca caryophylloides (Parry) Reveal – gatunek rośliny z rodziny rdestowatych (Polygonaceae Juss.). Występuje naturalnie w południowo-zachodnich Stanach Zjednoczonych – w Kalifornii. 

## Morfologia
PokrójRoślina jednoroczna dorastająca do 10–40 cm wysokości.
LiścieMają kształt od łyżeczkowatego do lancetowatego. Mierzą 10–60 mm długości oraz 3–12 mm szerokości.
KwiatyZebrane w luźne wierzchotki o długości 5–20 cm, rozwijają się na szczytach pędów. Listki okwiatu mają lancetowaty kształt i barwę od żółtozielonkawej do czerwonawej, mierzą 1–2 mm długości, o potrójnie klapowanym wierzchołku. Pręcików jest 9.
OwoceTrójboczne niełupki osiągające 1–2 mm długości.

## Biologia i ekologia
Rośnie w lasach sosnowych, chaparralu oraz na terenach skalistych. Występuje na wysokości od 1300 do 2600 m n.p.m. Kwitnie od czerwca do września.